# لیگ برتر والیبال زنان ایران ۱۳۹۳

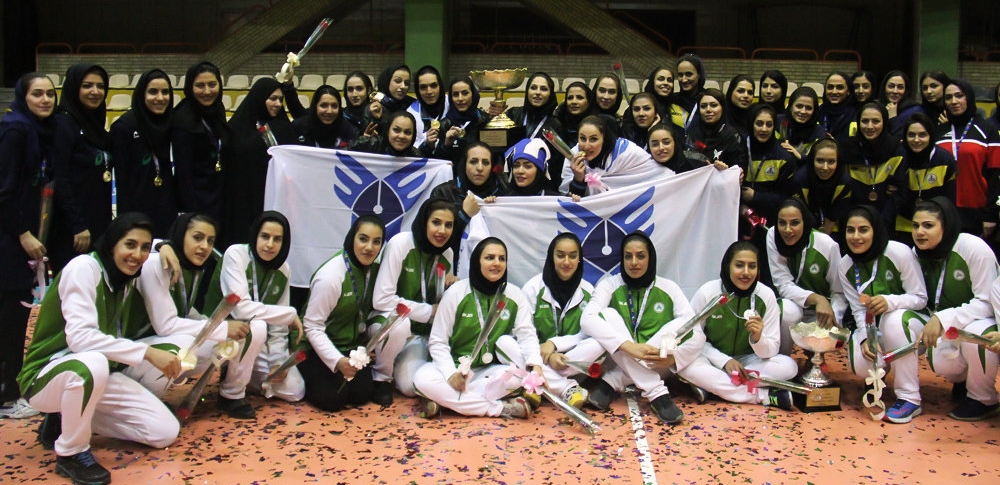
تیم‌های برتر لیگ ۱۳۹۳، دانشگاه آزاد، ذوب‌آهن اصفهان و گاز تهران پس از مراسم اهدای مدال‌ها و کاپ‌های قهرمانی.

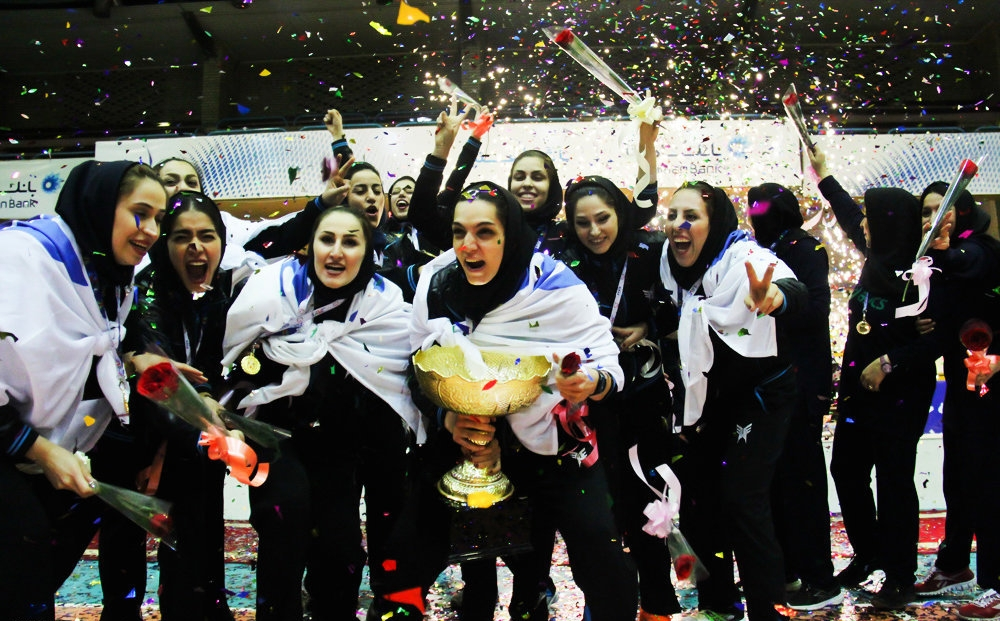
جشن قهرمانی تیم دانشگاه آزاد. جام قهرمانی در دستان مائده برهانی و شکوفه صفری.

لیگ برتر والیبال زنان ایران ۱۳۹۳ بالاترین سطح مسابقات باشگاهی والیبال زنان در ایران است.
در این دوره از بازی‌ها ۶ تیم شرکت داشتند. در پایان دانشگاه آزاد به قهرمانی این دوره از لیگ رسید.
در مراسم اختتامیه این رقابت‌ها خانواده مرحوم حسین معدنی و صدیقه کعبی زاده نائب رئیس سابق بانوان فدراسیون والیبال نیز حضور داشتند و تیم گاز تهران عنوان سومی خود را در پایان تقدیم به خواهران مرحوم معدنی کرد. از بازیکنان تیم قهرمان دانشگاه آزاد می‌توان به شکوفه صفری، مائده برهانی، زینب گیوه، ابراهیمی و از بازیکنان تیم سوم گاز تهران می‌توان به فرنوش شیخی اشاره کرد. تیم میزان خراسان پس از این دوره از مسابقات منحل شد.

## رده‌بندی پایانی
| رتبه | تیم            | امتیاز | صعود و سقوط                                  |
| ---- | -------------- | ------ | -------------------------------------------- |
| ۱    | دانشگاه آزاد   | ۲۷     | صعود به رقابت‌های قهرمانی باشگاه‌های زنان آسیا |
| ۲    | ذوب‌آهن اصفهان  | ۲۱     |                                              |
| ۳    | گاز تهران      | ۲۰     |                                              |
| ۴    | میزان خراسان   | ۱۶     |                                              |
| ۵    | شهرداری ارومیه | ۳      |                                              |
| ۶    | هیئت فارس      | ۳      |                                              |